# Cazaci de pe Linia Caucazului
Armata cazacilor de pe Linia Caucazului a fost o armată căzăcească din Imperiul Rus, care a fost formată în 1832 prin comasarea a cinci regimente căzăcești mai vechi (Kizliar, Terski, Grebenski, Terski și Gorski), răspândite de la vărsarea râululi Terek până la gura Mozdokului) și din cinci regimente ale liniei Azov-Mozdok (Volga, Caucaz, Stavropol, Hopiorsk și Kuban). Ceva mai târziu au mai fost adăugate acestei Armate regimentul Sunjensk  (format în 1817) și primul și al 2-lea regiment din  Vladikavkaz (formate în 1831). 
Armata Liniei Caucazului, împreună cu cea a Mării Negre, a ocupat o linie defensivă de la vărsarea râului Terek până la gura Kubanului și, a acționat alături de cazacii din Caucaz împotriva triburilor montane din Caucazul de nord. 
În 1838, regimentele Kizliar și Tersk au fost unite. În 1840 a fost format regimentul Labinski iar în 1850 Urupski. Odată cu creșterea populației Armatei, (pe la mijlocul secolului al XIX-lea Linia Caucazului avea aproximativ 300.000 de locuitori), majoritatea regimentelor au fost ridicate la rangul de brigăzi. 
În 1860, Armata Liniei Caucazului număra 9 brigăzi și patru regimente individuale. În același an, dintr-o parte a Armatei Liniei Caucazului s-a format Armata cazacilor de pe Terek, iar din restul și din Armata cazacilor de la Marea Neagră s-a format Armata cazacilor din Kuban. 